# ITF feminino de Zhengzhou
O ITF feminino de Zhengzhou foi um torneio de tênis profissional feminino, de nível ITF US$ 50.000. Realizado em Zhengzhou, nna China, estreou em 2014 e durou três edições. Os jogos eram disputados em quadras duras durante o mês de maio.

## Finais

### Simples
| Ano  | Campeã               | Vice-campeã   | Resultado |
| ---- | -------------------- | ------------- | --------- |
| 2016 | Anastasia Pivovarova | Lu Jingjing   | 6–4, 6–4  |
| 2015 | Wang Yafan           | Duan Yingying | 6–4, 6–4  |
| 2014 | Zhang Kailin         | Xu Yifan      | 7–5, 6–4  |

### Duplas
| Ano  | Campeãs                  | Vice-campeãs                        | Resultado        |
| ---- | ------------------------ | ----------------------------------- | ---------------- |
| 2016 | Xun Fangying You Xiaodi  | Akgul Amanmuradova Michaela Hončová | 1–6, 6–2, [10–7] |
| 2015 | Han Na-lae Jang Su-jeong | Liu Chang Zhang Ling                | 6–0, 6–3         |
| 2014 | Chan Chin-wei Liang Chen | Han Xinyun Zhang Kailin             | 6–3, 6–3         |